# روبرتو لونجو
روبرتو لونجو (بالإيطالية: Roberto Longo)‏ هو دراج إيطالي، ولد في 3 ديسمبر 1984 في Soave, Veneto ‏ في إيطاليا.

## وصلات خارجية
- روبرتو لونجو على موقع أرشيف الدراجات (الإنجليزية)
- روبرتو لونجو على موقع إحصائيات الدراجات الإحترافية (الإنجليزية)
- روبرتو لونجو على موقع نسبة الدراجات (الإنجليزية)